# Apsilus dentatus
Apsilus dentatus is een straalvinnige vis uit de familie van snappers (Lutjanidae), orde van baarsachtigen (Perciformes). De vis kan maximaal 65 centimeter lang en ruim 3 kilogram zwaar worden.

## Leefomgeving
Apsilus dentatus is een zoutwatervis. De soort komt voor in tropische wateren in het Caribisch Gebied. De diepteverspreiding is 100 tot 300 meter.

## Relatie tot de mens
Apsilus dentatus is voor de visserij van beperkt commercieel belang. In de hengelsport wordt er weinig op de vis gejaagd.
Voor de mens is Apsilus dentatus potentieel gevaarlijk, omdat er meldingen van ciguatera-vergiftiging zijn geweest.